# Leonardo Salimbeni
Pour les articles homonymes, voir Salimbeni.

Brochures sur la géométrie et la balistique, 1780

Leonardo Salimbeni était un ingénieur et mathématicien vénitien, né en 1752 à Spalato et mort en 1823 à Vérone.
Il était un expert des sciences de la construction et a particulièrement contribué aux recherches sur la statique des arcs et des voûtes en maçonnerie, avec les Italiens Lorenzo Mascheroni, Giovanni Poleni, et les Français, Charles Bossut, Charles Augustin de Coulomb, Claude-Louis Navier, E.-Méry, Jean Victor Poncelet. Il a travaillé également à d'autres études de balistique et de génie militaire, en tant que directeur de l'école du génie militaire de Vérone.

## Biographie
Leonardo Salimbeni était actif principalement à Vérone, dans l'école du génie militaire de Castelvecchio à la fin des années 1700, quand elle fut transférée à Modène à l'Académie Militaire.
Il est né à Split en 1752, d'un père officier vénète et d'une mère noble de Mantoue. Il a étudié l'ingénierie à l'école Militaire de Vérone, avant de devenir, ensuite, un enseignant de l'école, avec Antonio Maria Lorgna et, à sa mort, il fut nommé Gouverneur de l'Académie Militaire de Castelvecchio de Vérone. Il a déménagé à Modène, en 1798, où, l'Académie Militaire a été déplacée, à la demande de Napoléon Ier.
Sa carrière professionnelle à Vérone, se consacre principalement aux ouvrages d'architecture militaire.

## Études sur la statique des voûtes
Salimbeni, a réalisé d'importantes études sur la statique des structures et, en particulier, sur la résistance des maçonneries. Il a approfondi les études physico-mathématiques de systèmes de construction fréquents au XVIIIe siècle, que sont l'arc et la voûte. Il a publié en 1787 à Vérone son œuvre principale Degli archi e delle volte. Ses recherches font partie de l'étude de la mécanique structurelle, entreprise par Galilée en 1638, sur les poutres, qui ont été poursuivies au XVIIIe siècle par les Français Philippe de La Hire et Charles Augustin de Coulomb et par les Italiens Lorenzo Mascheroni (1785), et Giovanni Poleni sur la statique des voûtes.
Salimbeni expose les théories de l'équilibre et la résistance des voûtes, avec une analyse mathématique rigoureuse et a commencé à identifier le concept de la courbe des pressions. Les critères suivis sont ceux du calcul de la rupture, qui sont déjà définis par Mascheroni, dans lequel la résistance de la voûte en maçonnerie est déduite de la formation de charnières plastiques, et par les mouvements d'effondrement dans des conditions de rupture.
L'un des apports les plus originaux de Salimbeni, c'est d'avoir mis en évidence la courbe des pressions et d'avoir conçu son traité sur la géométrie de l'équilibre statique comme l'équilibre des forces qui sont transmises aux différents segments que forment l'arc de pierre ou de maçonnerie 
Une fois la théorie statique sur les arcs clarifiée, sont abordés les problèmes de construction dans l'aménagement de la toiture et dans l'exécution des travaux. Par exemple, Salimbeni dans son traité aborde également les questions techniques suivantes : 
- comment les pierres de taille appuient-elles sur le cintre en bois, lors de la construction de la voûte ?
- dans quelle mesure, les segments reposent sur la courbure par rapport à leur poids ?

Après les traités des années 1700, le calcul des arches sera codifié par Claude-Louis Navier (1826) et E. Méry (1840), qui se réfèrent explicitement à la courbe des pressions. Les études au dix-neuvième siècle, en particulier du physicien et ingénieur français Jean-Victor Poncelet (1852) confirment et approfondissent la théorie des arcs décrit par Salimbeni.
Au XIXe siècle, puis, avec l'avènement de la « Théorie de l'élasticité », les experts en science de la construction commencent à effectuer des calculs sur les arches élastiques d'acier et de béton armé, avec différents critères basés sur la déformation élastique des matériaux.
Parmi les savants italiens qui ont réalisé des études sur le calcul de la rupture des voûtes en maçonnerie on peut citer le professeur architecte Edoardo Benvenuto, de l'Université de Gênes (On se souvient de son traité de l'histoire de la statique) , les professeurs Antonio Becchi et Federico Foce, de Gênes , l'architecte Salvatore Di Pasquale, ancien doyen de la faculté d'Architecture de l'Université de Florence, l'ingénieur Antonino Giuffrè (Université de Rome). Parmi les principales personnalités étrangères sur le calcul de la rupture des arcs, il ne faut pas oublier le belge Charles Massonnet (Université de Liège) et l'anglais James Heyman.
Ces recherches et techniques de construction sont toujours appliquées à la restauration des monuments, à la consolidation des structures antisismiques de la maçonnerie d'arcs et de voûtes, dont Leonardo Salimbeni peut être considéré comme l'un des principaux théoriciens, dans le cadre des études de sciences des constructions, réalisées à l'époque des Lumières.

## Science de la construction et  balistique
Leonardo Salimbeni a conçu un traité encore plus large portant sur la statique des constructions, Saggio di un nuovo corso di elementi di statica édité à Vérone en 1788. Ce manuel technique destiné aux élèves de l'école du génie militaire est systématiquement illustré par les principes de la Statica delle strutture et de la Scienza delle costruzioni.
D'autres manuels techniques de Salimbeni concernent des questions de géométrie, de mécanique, de dynamique et surtout de balistique à usage militaire.

## Publications
- Opuscoli di geometria e balistica, Vérone, 1780.
- Degli archi e delle volte, Vérone, 1787.
- Saggio di un nuovo corso di elementi di statica, 1788.

### Sites internet
- (it) Opuscoli di geometrica e balistica sur le site de la Biblioteca europea di informazione e cultura
- Œuvres de Leonardo Salimbeni, sur le site e-rara.ch des Bibliothèques suisses

### Bases de données
- Notice dans un dictionnaire ou une encyclopédie généraliste :   - Deutsche Biographie
- Notices d'autorité :   - VIAF
  - ISNI
  - GND
  - Italie